# Georg Landgraf

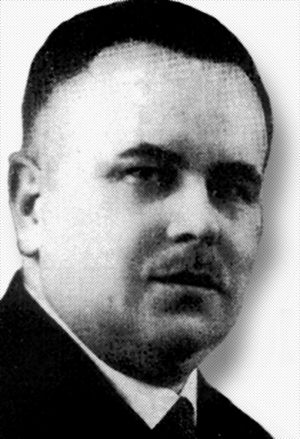
Georg Landgraf

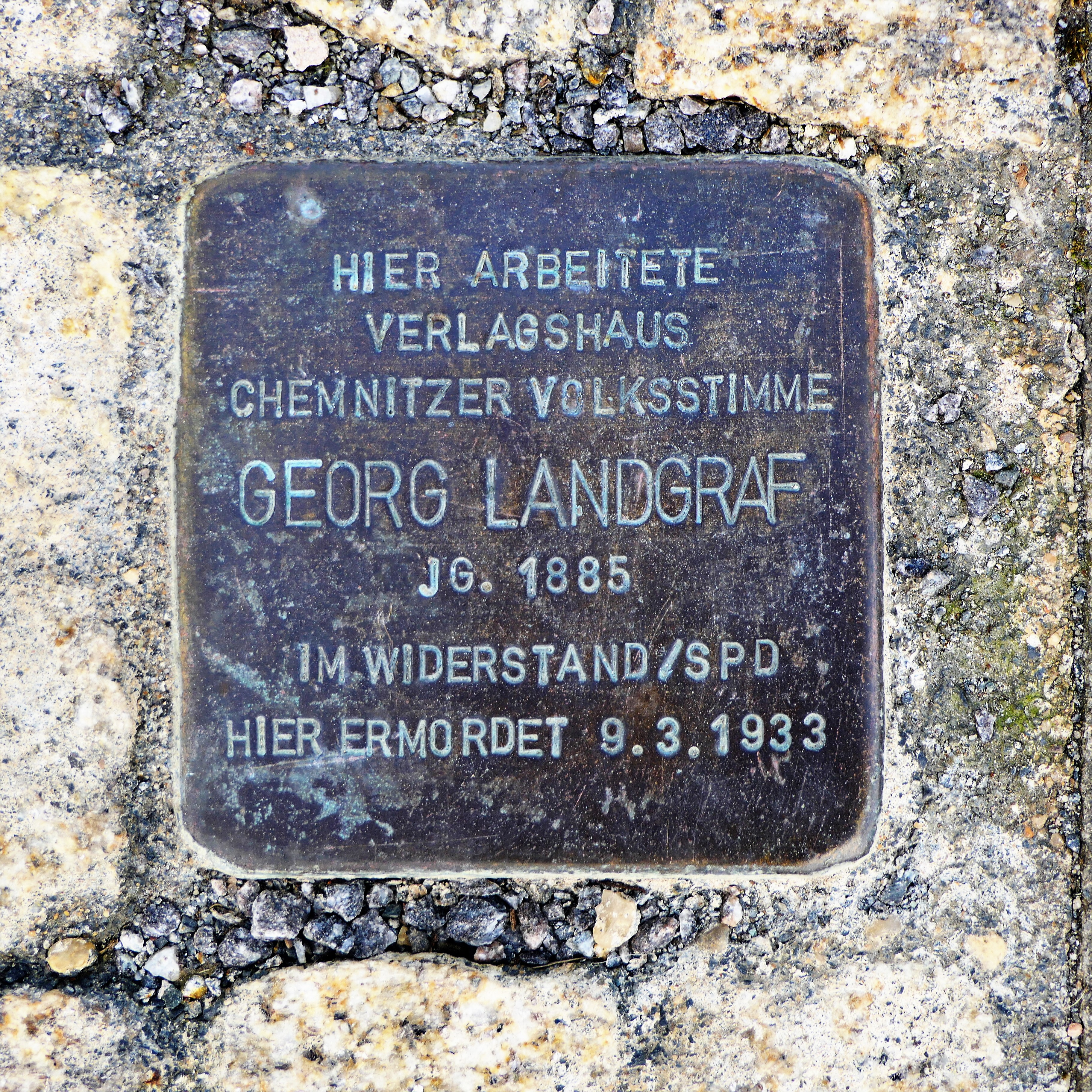
Stolperstein für Georg Landgraf in Chemnitz, Dresdner Straße 38

Georg Landgraf (* 27. September 1885 in Chemnitz; † 9. März 1933 ebenda) war ein deutscher Verleger und sozialdemokratischer Politiker.

## Leben
Georg Landgraf, Sohn von Emil Landgraf, dem Gründer der SPD-eigenen Buchdruckerei und des Verlags Landgraf & Co., absolvierte die Handelsschule sowie eine kaufmännische Lehre. Ab dem Jahr 1900 war er Angestellter beim Parteiverlag, in dem seit 1899 die sozialdemokratische Zeitung Chemnitzer Volksstimme erschien. Im Jahr 1903 wurde er Mitglied im Zentralverband der Handlungsgehilfen und 1905 der SPD.
Landgraf gehörte zu den Mitbegründern der Chemnitzer Wohnungsgenossenschafts-Bewegung. Er war Erster Vorsitzender des Sozialdemokratischen Vereins für Chemnitz und Umgebung, wurde zum Stadtverordneten gewählt und leitete die Fraktion seiner Partei von 1924 bis 1929 als Fraktionsvorsitzender. Er war in diesem Zeitraum auch Stadtverordnetenvorsteher. Als Gewerkschafter setzte er sich für die Lohnforderungen der Drucker ein.
Aufgrund der Reichstagsbrandverordnung wurde die Chemnitzer Volksstimme am 2. März 1933 verboten. Am 9. März 1933 versuchten SA-Männer die Druckerei der Volksstimme zu besetzen. Verlagsleiter Landgraf verweigerte ihnen den Zutritt und wurde von dem SA-Führer Max Schuldt durch zwei Pistolenschüsse auf den Stufen zum Verlagsgebäude ermordet.
Heute erinnert ein Stolperstein vor dem ehemaligen Verlagshaus der Volksstimme in Chemnitz an sein Leben und seine Ermordung.

## Würdigungen
- Nach Georg Landgraf ist in Chemnitz eine Straße benannt.
- Das ehemalige Verlagshaus der Volksstimme, Dresdner Straße 38, trägt den Namen Georg-Landgraf-Forum. Am 75. Todestag Landgrafs wurde ihm zu Ehren dort eine Gedenktafel enthüllt.